# Bernard Okoński
Bernard Okoński – polski leśnik, doktor habilitowany nauk rolniczych, adiunkt na Uniwersytecie Przyrodniczym w Poznaniu, specjalista od hydrologii leśnej.

## Kariera naukowa
W 1994 roku na Uniwersytecie Przyrodniczym w Poznaniu uzyskał tytuł magistra inżyniera. W 1996 roku został zatrudniony na tejże uczelni, a w 2004 roku uzyskał na jej Wydziale Leśnym stopień doktora nauk rolniczych w zakresie leśnictwa na podstawie rozprawy pt. Aktualny stan stosunków wodnych w Puszczy Zielonka i kierunki przewidywanych zmian, której promotorem był Antoni Miler. W 2019 roku ten sam wydział nadał mu stopień doktora habilitowanego nauk rolniczych w dyscyplinie nauk leśnych na podstawie pracy pt. Hydroklimatyczne uwarunkowania przyrostów promieniowych dębu szypułkowego w lasach dolin rzecznych.